# 吳允謙 (朝鮮)
吳允謙（1559年—1636年），字汝益，號楸灘、又号土塘。本貫海州吳氏，朝鮮王朝文臣。
1617年，吳允謙以朝鮮通信使的身份出使日本。在此次使命中，吳允謙的官方頭銜是「回答兼刷還使」，目的是慶祝德川家在大坂之役中獲勝，同時送還俘虜。不過兩國外交關係並未正常化，朝鮮使團的隨從最遠只能到達京都，使團則在伏見城獲得幕府將軍德川秀忠的接見。
吳允謙後來在仁祖在位期間先後擔任過右議政、左議政、領議政等職。死後諡號忠簡。